# François Truffaut

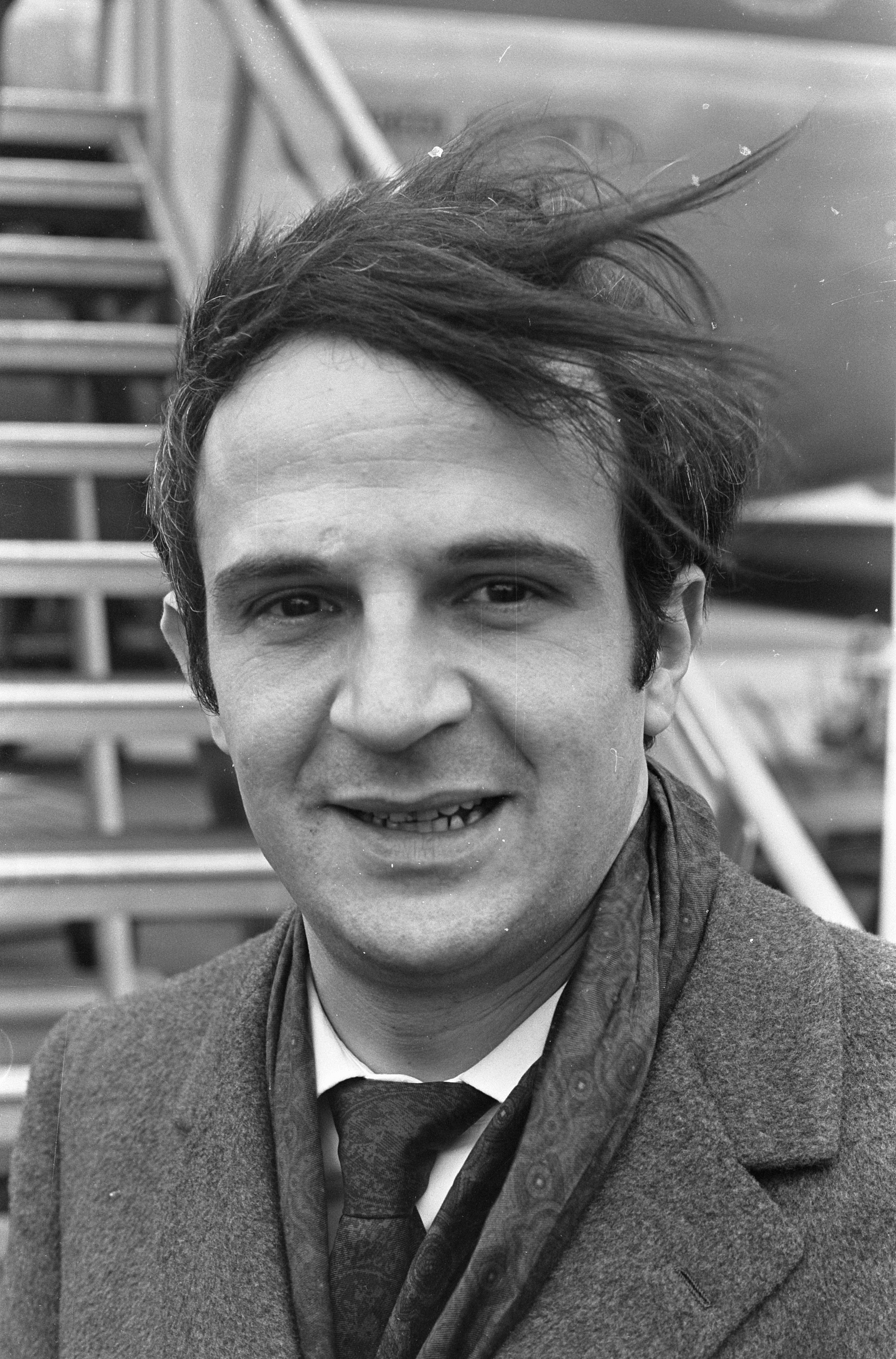
François Truffaut

François Truffaut (n. 6 februarie 1932, Paris, Île-de-France, Franța – d. 21 octombrie 1984, Neuilly-sur-Seine, Île-de-France, Franța) a fost un critic de cinema, regizor de film, scenarist și actor francez. Este unul din inițiatorii mișcării denumite Noul val francez.

## Filmografie selectivă
- 1955: O vizită (Une visite), film de scurtmetraj de 16 mm considerat dispărut
- 1957: Ștrengarii (Les mistons), scurtmetraj cu Gérard Blain und Bernadette Lafont
- 1958: O poveste cu apă (Une histoire d'eau), scurtmetraj co-regizor cu Jean-Luc Godard, cu Jean-Claude Brialy
- 1959 Cele 400 de lovituri (Les quatre cents coups), cu Jean-Pierre Léaud
- 1960 Trageți în pianist (Tirez sur le pianiste), cu Charles Aznavour, Marie Dubois
- 1962 Jules și Jim (Jules et Jim), cu Jeanne Moreau, Oskar Werner, Henri Serre
- 1962 Dragostea la 20 de ani (L'amour à vingt ans)
- 1964 Pielea catifelată (La Peau douce), cu Jean Desailly, Françoise Dorléac
- 1966 Fahrenheit 451 cu Oskar Werner, Julie Christie
- 1968 Sărutări furate (Baisers volés), cu Jean-Pierre Léaud, Claude Jade
- 1968 Mireasa era în negru (La mariée était en noir), cu Jeanne Moreau
- 1969 Sirena de pe Mississipi (La Sirène du Mississipi), cu Catherine Deneuve
- 1970 Copilul sălbatic (L’enfant sauvage), cu Jean-Pierre Cargol, François Truffaut
- 1970 Domiciliul conjugal (Domicile conjugal), cu Jean-Pierre Léaud, Claude Jade
- 1971 Cele două englezoaice și continentul (Les deux anglaises et le continent), cu Jean-Pierre Léaud, Kika Markham
- 1972 O fată frumoasă ca mine (Une belle fille comme moi), cu Bernadette Lafont
- 1973 Noaptea americană (La nuit américaine), cu Jacqueline Bisset
- 1975 Obsesia dragostei (L’histoire d'Adèle H.), cu Isabelle Adjani
- 1976 Bani de buzunar (L'Argent de poche), cu Philippe Goldmann
- 1977 Afemeiatul (L’homme qui aimait les femmes), cu Charles Denner
- 1978 Camera verde (La chambre verte), cu François Truffaut, Nathalie Baye
- 1979 Dragoste pe fugă (L'Amour en fuite), cu Jean-Pierre Léaud, Claude Jade
- 1980 Ultimul metrou (Le Dernier métro), cu Catherine Deneuve, Gérard Depardieu
- 1981 Femeia de alături (La femme d'à côté), cu Gérard Depardieu, Fanny Ardant
- 1983 De-ar veni odată duminica! (Vivement dimanche!), cu Fanny Ardant, Jean-Louis Trintignant